# Хунупітія (Грама Ніладхарі)
Грама Ніладхарі Хунупітія — Грама Ніладхарі підрозділу ОС Коломбо, округ Коломбо, Західна провінція, Шрі-Ланка.

## Демографія
| Населення (2011) | Населення (2011) | Населення (2011) |
| Всього           | Чоловіки         | Жінки            |
| ---------------- | ---------------- | ---------------- |
| 6883             | 3335             | 3548             |